# 石原駅 (埼玉県)

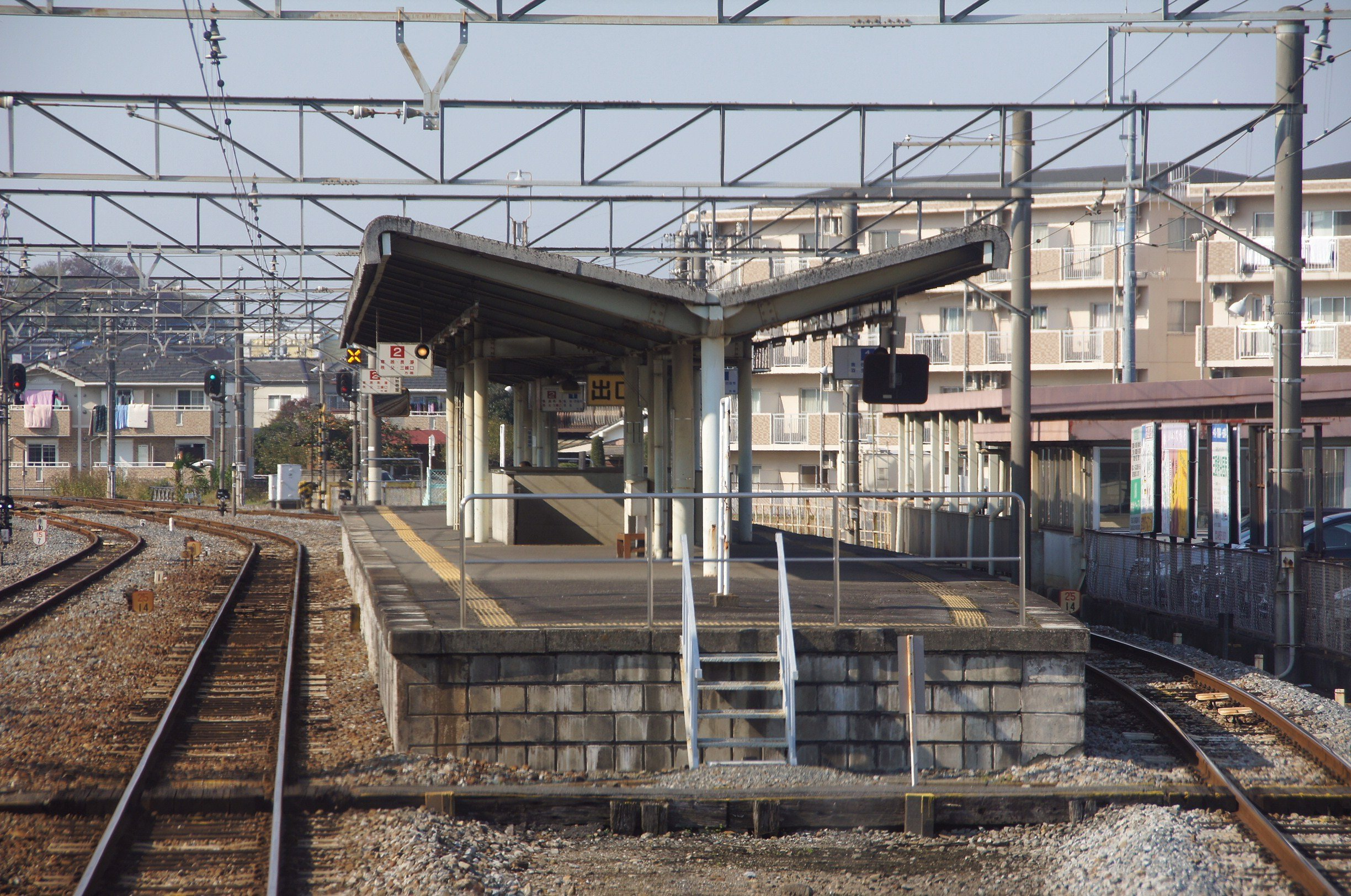
ホーム（2011年11月）

石原駅（いしわらえき）は、埼玉県熊谷市石原にある秩父鉄道秩父本線の駅である。駅番号はCR11。
当駅所在地の地名の読みは「いしはら」であるが、当駅の駅名は「いしわら」となっている。

## 歴史
- 1901年（明治34年）10月7日：開業。
- 2022年（令和4年）3月12日：ICカード「PASMO」の利用が可能となる[1]。同時に無人化[1]。

## 駅構造
島式ホーム1面2線を有する地上駅。無人駅である。隣接して留置線を4線有する。
駅舎とホーム間は地下道が結んでいる。トイレは改札内にあり、水洗式である。簡易PASMO改札機・PASMOチャージ機設置駅。
無人化以前は業務委託駅（管理駅:熊谷駅）であり、駅係員勤務時間は平日7:00 - 20:00、土休日は7:00 - 19:00となっていた。

### のりば
| 番線 | 路線    | 方向 | 行先                         |
| ---- | ------- | ---- | ---------------------------- |
| 1    | ■秩父線 | 上り | 熊谷・行田市・羽生方面       |
| 2    | ■秩父線 | 下り | 寄居・長瀞・秩父・三峰口方面 |

## 利用状況
- 2019年度の1日平均乗車人員は500人である。

| 年度               | 乗車人員 （1日平均） |
| ------------------ | -------------------- |
| 2009年（平成21年） | 532                  |
| 2010年（平成22年） | 519                  |
| 2011年（平成23年） | 508                  |
| 2012年（平成24年） | 507                  |
| 2013年（平成25年） | 520                  |
| 2014年（平成26年） | 522                  |
| 2015年（平成27年） | 515                  |
| 2016年（平成28年） | 512                  |
| 2017年（平成29年） | 493                  |
| 2018年（平成30年） | 510                  |
| 2019年（令和元年） | 500                  |

## 駅周辺
- 熊谷石原郵便局
- 熊谷広瀬郵便局
- 熊谷市勤労会館
- 熊谷市立荒川中学校
- ベルク赤城町店
- ウエルシア熊谷赤城店
- 湯楽の里熊谷店
- 埼玉県立熊谷高等学校
- 埼玉県立熊谷農業高等学校
- ジェームズ熊谷月見店

## バス路線
バスは駅前には乗り入れていない。
当駅から直線距離で100メートル程度の場所に、さくら号・ムサシトミヨ号（籠原）の停車する「堤公園入口」停留所があるが、駅舎とは反対側にあるため路程は長い（徒歩約10分）。また、駅名を冠する国際十王交通の「石原駅入口」停留所は東側の高崎線を越えた国道17号上にあり、当駅から県道200号経由で約700メートル離れている。

## 隣の駅
秩父鉄道
■秩父本線
□SLパレオエクスプレス・■急行「秩父路」
通過
□各駅停車
上熊谷駅 (CR10) - 石原駅 (CR11) - ひろせ野鳥の森駅 (CR12)